# David Cross
David Cross (Atlanta, Georgia, 4 de abril de 1964) es un actor, escritor y comediante estadounidense conocido principalmente por su trabajo de stand-up, por la serie de comedia de HBO Sr. Show, como Ian Hawke en la película Alvin y las ardillas y dos de sus secuelas y por su papel como Tobias Fünke en la serie de comedia Arrested Development.
Cross creó, escribió, fue productor ejecutivo y protagonizó The Increasingly Poor Decisions of Todd Margaret; desarrolló y tuvo un papel destacado en la sitcom animada de Comedy Central, Freak Show; y tiene un papel recurrente en la comedia de ABC Modern Family.

## Carrera

### Stand-up
Cross comenzó con el stand-up a los 17 años. El día después de graduarse de la escuela secundaria, Cross se fue a Nueva York. A falta de un plan, comenzó a trabajar brevemente para una compañía de cuidado del césped, en Long Island, y más tarde se matriculó en el Emerson College de Boston. Se retiraría después de solo un semestre, pero durante su tiempo allí, Cross se unió a This is Pathetic, un grupo cómico de la universidad en el que conoció a John Ennis. En Boston, Cross comenzó a realizar stand-up con más regularidad.
En 1990, Cross formó el grupo de comedia Cross Comedy con otros doce artistas, y se puso en un nuevo espectáculo cada semana. Eran conocidos por jugar malas pasadas a la audiencia, por ejemplo introduciendo en escena a falsos cómicos o planteando falsas provocaciones.
En 1999, se le dio su propio especial de comedia de una hora por HBO, titulado The Pride Is Back.

### Televisión
Cross comenzó su carrera profesional en televisión como escritor en The Ben Stiller Show. La efímera serie de Fox lo contrató hacia el final de su recorrido, y de vez en cuando hizo breves apariciones en los sketches. Tuvo un papel hablado en "The Legend of TJ O'Pootertoot", un sketch escrito casi en su totalidad por Cross. Fue durante este período que conoció primero a Bob Odenkirk, con quien más tarde cocrearía el sketch cómico de HBO Sr. Show en 1995. Cross ganó un premio Emmy por su trabajo en The Ben Stiller Show en 1993.
Cross asumió el personaje de Tobias Fünke en Arrested Development, que inicialmente estaba destinado a ser solo un papel secundario. También ha desempeñado pequeños papeles en programas como Just Shoot Me!, The Drew Carey Show, NewsRadio, Strangers with Candy, Tim and Eric Awesome Show, Great Job y Aqua Teen Hunger Force. Desde octubre de 2005, ha aparecido en The Colbert Report de Comedy Central como el némesis de Stephen Colbert, una ficción liberal en la que es el locutor de una radio de Madison, Wisconsin llamado "Russ Lieber". También ha desarrollado una serie de animación para Comedy Central llamada Freak Show, que coprotagonizó junto a H. Jon Benjamin, y fue cancelada debido a sus bajos índices de audiencia.

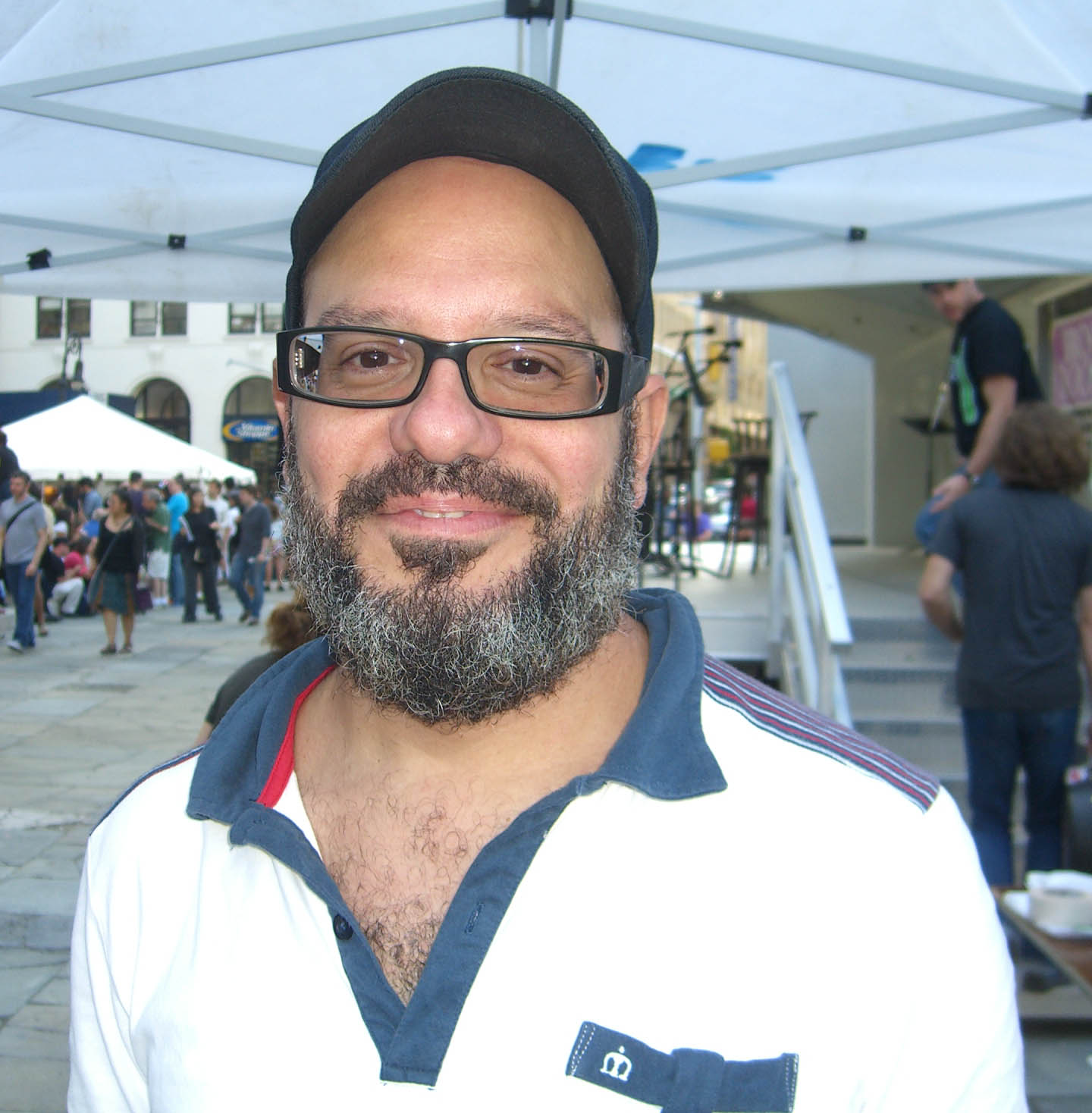
Cross en el 2009 en el Festival de libros de Brooklyn

En 2004, Cross prestó su voz para un infante de marina en el juego de Xbox, Halo 2, y el personaje llamado Zero en Grand Theft Auto San Andreas. Dirigió el vídeo musical de la canción de The Black Keys "10am Automatic". Cross apareció en el vídeo musical de The Strokes, "Juicebox".
En 2009, Cross publicó su primer libro, I Drink for a Reason. El libro cuenta con memorias suyas, memorias de ficción satírica y material de Cross que originalmente aparecieron en otras publicaciones.
El 29 de marzo de 2010 hizo su primer especial de comedia en seis años, Bigger and Blackerer, que fue transmitido en Epix HD. Un CD con contenido "ligeramente diferente", fue lanzado el 25 de mayo de 2010.
Cross protagonizó junto a Julia Stiles y América Ferrera la comedia It's a Disaster, que se estrenó en el Festival de Cine de Los Ángeles 2012. Oscilloscope Laboratories ha adquirido los derechos de distribución de la película en los Estados Unidos, y fue estrenada en salas selectas el 13 de abril de 2013.

## Vida privada
Aunque fue criado como judío, ahora es ateo y no practica el judaísmo.
En agosto de 2011, después de dos años de noviazgo, Cross se comprometió con la actriz Amber Tamblyn. La pareja se casó el 6 de octubre de 2012. La primera hija de la pareja, Marlow Alice, nació en marzo de 2017.
El 26 de septiembre de 2013, el cofundador de Kickstarter, Yancey Strickler, reveló que Cross fue el primer inversor en la plataforma micromecenazgo. Strickler incluyó a Cross entre los "amigos y familiares", quienes fueron los primeros financiados de Kickstarter en 2006.

## Discografía

### Álbumes Cómicos
| Año  | Título                    |
| ---- | ------------------------- |
| 2002 | Shut Up You Fucking Baby! |
| 2004 | It's Not Funny            |
| 2010 | Bigger and Blackerer      |

### Documental de la gira
| Año  | Título            |
| ---- | ----------------- |
| 2003 | Let America Laugh |

### Compilación de apariencias
| Año  | Título                    |
| ---- | ------------------------- |
| 2004 | Rock Against Bush, Vol. 1 |
| 2005 | Invite Them Up            |
| 2007 | Comedy Death-Ray          |

## Filmografía

### Películas
| Año  | Título                                   | Rol                                      | Notas                                                                                              |
| ---- | ---------------------------------------- | ---------------------------------------- | -------------------------------------------------------------------------------------------------- |
| 1995 | Destiny Turns on the Radio               | Ralph Dellaposa                          | |
| 1996 | The Truth About Cats & Dogs              | Llamado a la Radio/Hombre de la librería | |
| 1996 | The Cable Guy                            | Jefe de ventas                           | |
| 1996 | Waiting for Guffman                      | Experto en ovnis                         | |
| 1997 | Who's the Caboose?                       | Chico cansado                            | |
| 1997 | Hombres de negro                         | Newton, el asistente de la morgue        | |
| 1998 | Pequeños guerreros                       | Irwin Wayfair                            | |
| 1998 | The Thin Pink Line                       | Tommy Dantsbury                          | |
| 1999 | Can't Stop Dancing                       | Chapman                                  | |
| 2000 | Chain of Fools                           | Andy                                     | |
| 2001 | Ghost World                              | Gerrold                                  | |
| 2001 | Dr. Dolittle 2                           | Dog #2                                   | Voz                                                                                                |
| 2001 | Pootie Tang                              | El impostor de Pootie Tang               | |
| 2001 | Scary Movie 2                            | Dwight Hartman                           | |
| 2002 | Life Without Dick                        | Rex                                      | |
| 2002 | Hombres de negro II                      | Newton, el operador de Video Store       | |
| 2002 | Martin & Orloff                          | Dan Wasserman                            | |
| 2002 | Run Ronnie Run                           | Ronnie                                   | Guionista DVD Exclusive Award a la mejor canción original en una premier de DVD de películas       |
| 2003 | Melvin Goes to Dinner                    | Líder del seminario                      | Phoenix Film Festival Copper Wing Award                                                            |
| 2004 | Eternal Sunshine of the Spotless Mind    | Rob                                      | |
| 2006 | Awesome; I Fuckin' Shot That!            | Nathaniel Hörnblowér                     | |
| 2006 | She's the Man                            | Principal Gold                           | |
| 2006 | Jorge el curioso                         | Junior Bloomsberry                       | Voz                                                                                                |
| 2006 | School for Scoundrels                    | Ian Winsky                               | |
| 2007 | Crashing                                 | Hombre en el espacio                     | |
| 2007 | The Grand                                | Larry Schwartzman                        | |
| 2007 | I'm Not There                            | Allen Ginsberg                           | |
| 2007 | Battle for Terra                         | Giddy                                    | Voz                                                                                                |
| 2007 | Alvin y las ardillas                     | Ian Hawke                                | |
| 2008 | The Toe Tactic                           | Timmy                                    | Voz                                                                                                |
| 2008 | Futurama: The Beast with a Billion Backs | Yivo                                     | Voz Directo a vídeo                                                                                |
| 2008 | Kung Fu Panda                            | Crane                                    | Voz                                                                                                |
| 2008 | The Legend of Secret Pass                | Loo                                      | Voz                                                                                                |
| 2009 | Meltdown                                 | Ham Sandwich                             | Cortometraje                                                                                       |
| 2009 | Año Uno                                  | Caín                                     | |
| 2009 | Alvin y las ardillas 2                   | Ian Hawke                                | |
| 2010 | Megamind                                 | Minion                                   | Voz                                                                                                |
| 2011 | Fight For Your Right Revisited           | Nathaniel Hörnblowér                     | Cortometraje                                                                                       |
| 2011 | Megamind: The Button of Doom             | Minion                                   | Voz Cortometraje                                                                                   |
| 2011 | Alvin y las ardillas 3                   | Ian Hawke                                | Calificó a esta película como la experiencia más desagradable que ha tenido en su vida profesional |
| 2011 | Kung Fu Panda 2                          | Crane                                    | Voz                                                                                                |
| 2011 | Demoted                                  | Ken Castro                               | |
| 2012 | It's a Disaster                          | Glenn Randolph                           | |
| 2013 | Kill Your Darlings                       | Louis Ginsberg                           | |
| 2013 | The Gynotician                           | Gynotician                               | Cortometraje Coguionista                                                                           |
| 2014 | Hits                                     |                                          | Director                                                                                           |
| 2014 | Obvious Child                            | Sam                                      | |
| 2015 | Pitch Perfect 2                          | Riff-Off Host                            | Acreditado como "Sir Willups Brightslymoore"                                                       |
| 2015 | The Wolfpack Project                     |                                          | Productor Ejecutivo                                                                                |
| 2016 | Kung Fu Panda 3                          | Crane                                    | Voz                                                                                                |
| 2023 | You Hurt My Feelings                     | Jonathan                                 | |
| 2024 | Kung Fu Panda 4                          | Crane                                    | Voz                                                                                                |

### Televisión
| Año              | Título                                           | Rol                                               | Notas |
| ---------------- | ------------------------------------------------ | ------------------------------------------------- | --- |
| 1992–1993        | The Ben Stiller Show                             | Novio / Mánager                                   | Escritor Primetime Emmy Award for Outstanding Writing for a Variety, Music or Comedy Program (1993) |
| 1995             | A Bucket of Blood                                | Charlie                                           | Película para TV |
| 1995–1998        | Mr. Show with Bob and David                      | Anfitrión/Varios                                  | Cocreador, escritor, productor ejecutivo Nominado – Primetime Emmy Award for Outstanding Writing for a Variety, Music or Comedy Program (1998, 1999) Nominado – Primetime Emmy Award for Outstanding Music and Lyrics (1998) |
| 1996–1997        | The Drew Carey Show                              | Earl                                              | Episodios: "Drew and the Unstable Element" "Two Drews and the Queen of Poland Walk Into a Bar" |
| 1996, 1998       | NewsRadio                                        | David Theo                                        | Episodes: "Houses of the Holy" "Chock" |
| 1997–1998        | Dr. Katz                                         | David                                             | Voz Episodios: "Big Fat Slug" "Paranoia" |
| 1997–2000        | Tenacious D                                      | Cómico vestido de monja                           | Cocreador, escritor, productor ejecutivo |
| 1998             | Hércules                                         | Fear                                              | Voice Episode: "Hercules and the Owl of Athens" |
| 1999, 2000, 2003 | Just Shoot Me!                                   | Donnie DiMauro                                    | Episodes: "Slow Donnie" "Donnie Returns" "Donnie Redeemed" |
| 2000             | Strangers with Candy                             | Dr. Trepanning                                    | Episodio: "Is My Daddy Crazy?" |
| 2001             | Películas caseras                                | Hombre en supermercado                            | Voz Episodio: "Brendon's Choice" |
| 2002–2003        | Aqua Teen Hunger Force                           | Happy Time Harry Bert Banana                      | Voice Episodes: "Dumber Dolls" "The Last One" "Bible Fruit" |
| 2003–2004        | Oliver Beene                                     | Oliver David Beene futuro                         | Voice Series regular |
| 2003             | King of the Hill                                 | Ward Rackley                                      | Voice Episode: "Witches of East Arlen" |
| 2003–2004        | Crank Yankers                                    | Benjamin Dubois Ray Shanty                        | 2 episodes |
| 2003–2006, 2013  | Arrested Development                             | Dr. Tobias Fünke                                  | Serie regular Nominado – Screen Actors Guild Award for Outstanding Performance by an Ensemble in a Comedy Series (2005, 2006, 2014) Nominado - Satellite Award for Best Supporting Actor – Television Series (2004)          |
| 2004             | Pilot Season                                     | Ben                                               | Voz Episodios: "Hope Springs Eternal" "Reunited" |
| 2005             | Tom Goes to the Mayor                            | Todd                                              | Voz Episodio: "Calcucorn" |
| 2005–2007        | The Colbert Report                               | Russ Lieber                                       | Voz 7 episodios |
| 2006             | O'Grady                                          | Randy Harnisch                                    | Voz Episodio: "Big Jerk on Campus" |
| 2006             | Wonder Showzen                                   | T-Totaled Timbo Junkyard Jessip Storytime Hostage | Episodios: "Middle America" "Horse Apples" "Cooperation" |
| 2006             | Freak Show                                       | Benny Primi Varios                                | Voz Cocreador, escritor, productor ejecutivo |
| 2006             | Padre de familia                                 | Jerry Kirkwood                                    | Voz Episodio: "Prick Up Your Ears" |
| 2007–2008        | Tim and Eric Awesome Show, Great Job!            | repartidor de pizza el artista de vaginas Lou     | Episodios: "Abstinence" "Innernette" "Greene Machine" |
| 2007             | Law & Order: Criminal Intent                     | Ronnie Chase                                      | Episodio: "Bombshell" |
| 2007             | Jack, el empleado desempleado                    | Julius J                                          | Episodio: "King Ho" |
| 2008             | David's Situation                                | David                                             | piloto no aceptado Cocreador, escritor |
| 2008             | Human Giant                                      | Peter Burns                                       | Episodios: "Still Here, Man. Still Here." "She Be a Witch" |
| 2009             | Important Things with Demetri Martin             | Co-trabajador                                     | Episodio: "Chairs" |
| 2009             | Paid Programming                                 |                                                   | Piloto no aceptado Cocreador |
| 2010–2011        | Running Wilde                                    | Dr. Andy Weeks                                    | 7 episodios |
| 2010–2012        | The Increasingly Poor Decisions of Todd Margaret | Todd Margaret                                     | Creador, guionista, productor asociado |
| 2011             | Archer                                           | Noah                                              | Voz Episodes: "Heart of Archness: Parte I" "Heart of Archness: Parte II" "Heart of Archness: Parte III" |
| 2011             | Soul Quest Overdrive                             | Bert                                              | Voz 6 episodios |
| 2011–2012        | Modern Family                                    | Duane                                             | Episodios: "Door to Door" "Hit and Run" "Little Bo Bleep" |
| 2012             | Mary Shelley's Frankenhole                       | Jim Belushi John Belushi                          | Voz Episodio: "Robert Louis Stevenson's Belushi" |
| 2012–2013        | Comedy Bang Bang                                 | Chef él mismo                                     | 2 Episodios |
| 2013             | The Heart, She Holler                            | Jack                                              | 9 episodios |
| 2014             | Rick and Morty                                   | Príncipe Nebulon                                  | Voz Episodio: "M. Night Shaym-Aliens!" |
| 2016             | Unbreakable Kimmy Schmidt                        | Russ Snyder                                       | - |

### Videos musicales
| Año  | Título                                | Rol          |
| ---- | ------------------------------------- | ------------ |
| 1997 | "Watery Hands" de Superchunk          | Actor        |
| 1997 | "Sugarcube" de Yo La Tengo            | Actor        |
| 2004 | "10 A.M. Automatic" de The Black Keys | Director     |
| 2005 | "Juicebox" de The Strokes             | Actor        |
| 2005 | "Use It" de The New Pornographers     | Actor        |
| 2006 | "Vicarious" DVD de Tool               | Commentarios |
| 2011 | "Make Some Noise" de Beastie Boys     | Actor        |

### Videojuegos
| Año  | Título                        | Rol          | Notas                                        |
| ---- | ----------------------------- | ------------ | -------------------------------------------- |
| 2004 | Halo 2                        | Marine       | Voz Premio G-Phoria a la mejor voz masculina |
| 2004 | Grand Theft Auto: San Andreas | Zero         | Voz                                          |
| 2009 | Brütal Legend                 | The Screamer | Voz                                          |